# Listen (software)
Listen es un reproductor de audio escrito en Python con la biblioteca GTK+ para sistemas compatibles con Unix como GNU/Linux o FreeBSD. Listen está disponible bajo la licencia GPL

## Características de Listen
- Reproducción de canciones favoritas por puntuación
- Gestión de iPod.
- Creación de listas de reproducción.
- Descarga automática o manual de carátulas de álbumes.
- Sincronización automática de las carátulas con el iPod.
- Grabación a CD de audio.
- Obtención de información desde Wikipedia de la canción que se reproduce.
- Visualización de las letras de la canción.
- Estadísticas de canciones, álbumes y artistas favoritos.
- Reproducción de radio en línea a través de streaming.
- Envío de los datos de reproducción a Audioscrobbler.
- Acceso directo a la información en Last.FM